# Powiat ełcki

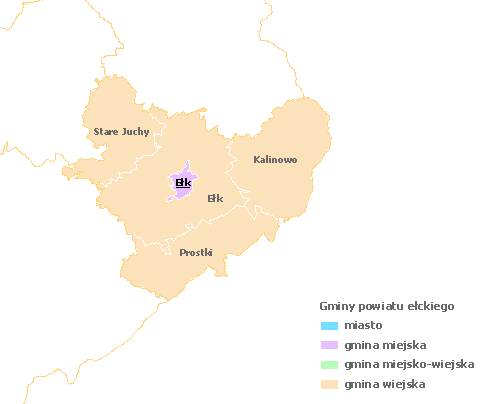
Gminy powiatu ełckiego

Powiat ełcki – powiat w Polsce (województwo warmińsko-mazurskie) utworzony w 1999 w ramach reformy administracyjnej. Jego siedzibą jest miasto Ełk.
W skład powiatu wchodzą:
- gminy miejskie: Ełk
- gminy wiejskie: Ełk, Kalinowo, Prostki, Stare Juchy
- miasta: Ełk

Według danych z 31 grudnia 2019 roku powiat zamieszkiwało 91 560 osób. Natomiast według danych z 30 czerwca 2020 roku powiat zamieszkiwało 91 613 osób.

## Demografia

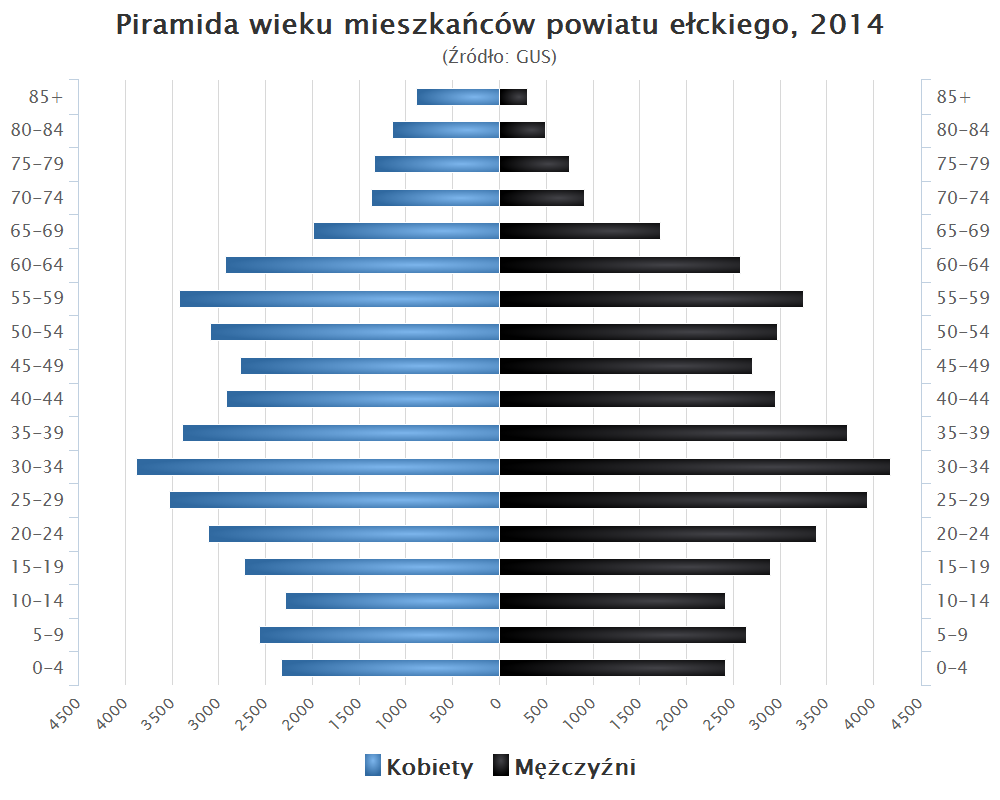
Piramida wieku mieszkańców powiatu ełckiego w 2014 roku

Liczba ludności (dane z 30 czerwca 2005):
|        | Ogółem | Ogółem | Kobiety | Kobiety | Mężczyźni | Mężczyźni |
| osób   | %      | osób   | %       | osób    | %         |           |
| ------ | ------ | ------ | ------- | ------- | --------- | --------- |
| Ogółem | 84 600 | 100    | 43 000  | 50,83   | 41 600    | 49,17     |
| Miasto | 55 944 | 66,13  | 28 968  | 34,24   | 26 976    | 31,89     |
| Wieś   | 28 656 | 33,87  | 14 032  | 16,59   | 14 624    | 17,29     |

▶Wieś vs ▶miasto
Ogółem (▶k, ▶m)
Miasto (▶k, ▶m)
Wieś (▶k, ▶m)

### Ludność w latach
- 1818 – 19 296
- 1837 – 31 359   (w tym 79 Żydów)[5]
- 1871 – 39 203
- 1885 – 42 666
- 1890 – 54 804[5]   (w tym 857 katolików, 357 żydów; 39 000 Polaków)[6]
- 1900 – 54 222   (w tym 52 163 ewangelików, 1195 katolików)[6]
- 1910 – 55 579   (w tym 52 712 ewangelików, 1818 katolików)[6]
- 1925 – 58 425   (w tym 56 030 ewangelików, 1900 katolików, 58 innych chrześcijan, 273 żydów)[6]
- 1933 – 57 865   (w tym 55 153 ewangelików, 2260 katolików, 26 innych chrześcijan, 205 żydów)[6]
- 1939 – 56 129   (w tym 52 816 ewangelików, 2031 katolików, 555 innych chrześcijan, 30 żydów)[6]
- 1945 – 52 795
- 1946 – 21 595[7]
- 1950 – 41 200
- 1960 – 49 500
- 1970 – 54 400
- 1973 – 55 900[8]

1975–1998 nie istniał

- 1999 – 85 710
- 2000 – 85 906
- 2001 – 85 968
- 2002 – 83 870
- 2003 – 84 104
- 2004 – 84 489
- 2005 (30 czerwca) – 84 600
- 2010 – 85 980
- 2011 (31 marca) – 88 552[9]
- 2011 (31 grudnia) – 88 838[10]
- 2012 (30 czerwca) – 88 961
- 2013 (30 czerwca) – 89 284[11]

## Starostowie ełccy

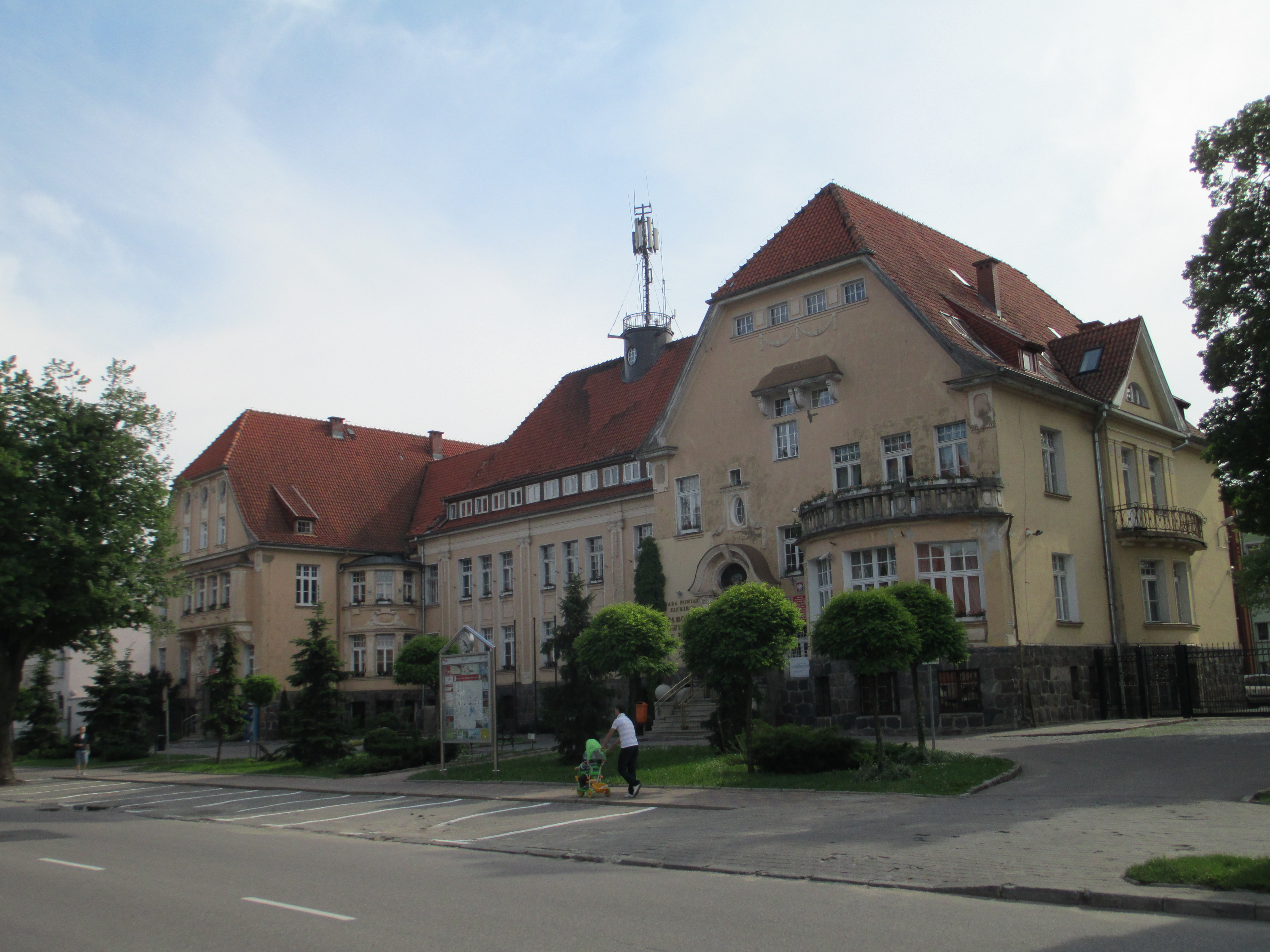
Ratusz z 1912 roku – siedziba starostwa powiatowego

- Janusz Nowakowski (1999 – 2002)
- Adam Puza (2002 – 2005)
- Tomasz Andrukiewicz (2005 – 2006)
- Krzysztof Piłat (2006 – 2014)
- Marek Chojnowski (od 2014)

## Charakterystyka powiatu
Historyczny powiat ełcki (Landkreis Lyck) istniał na tym terenie jeszcze w granicach Niemiec, a następnie po II wojnie światowej do 1975 roku. Współczesny powiat ełcki powstał w 1999 r. w wyniku reformy administracyjnej kraju. Położony jest we wschodniej części województwa warmińsko-mazurskiego. Graniczy od północy z powiatem oleckim i suwalskim, od zachodu z giżyckim i piskim, od wschodu z augustowskim i od południa z grajewskim. Zajmuje obszar 1111,9 km², który zamieszkuje 86 tys. mieszkańców. W skład powiatu ełckiego wchodzą Miasto Ełk oraz gminy Ełk, Kalinowo, Prostki i Stare Juchy.
Powiat obejmuje swoim zasięgiem Pojezierze Ełckie oraz część Mazur Garbatych. Położony jest na ziemiach, które we wczesnym średniowieczu zamieszkiwały plemiona Jaćwingów. Lud ten zanikł z końcem XIII wieku, wymordowany, bądź wysiedlony przez Zakon Krzyżacki. Pozostały po nim jedynie grodziska, kurhany, wzmianki w starych kronikach oraz wiele nazw topograficznych. Kolonizacja ziem powiatu zaczęła się na przełomie XIV i XV wieku. Pierwszym osiedlem na tym terenie była prawdopodobnie Ruska Wieś (założona przez Rusinów w 1376 roku) i w tym samym mniej więcej czasie wieś Klusy. Osiedlali się tutaj osadnicy z Mazowsza.
Klimat powiatu należy do najzimniejszych w Polsce. Niższe średnie temperatury roczne występują tylko na terenach górskich i w sąsiednim powiecie oleckim. Średnia temperatura roczna w powiecie wynosi około 6,6 st. C, temperatura stycznia –4,2 st. C, lipca 17,8 st. C. Ilość opadów jest tu stosunkowo duża, z rzadka występują posuchy, duża jest jednak wietrzność. W lecie przeważają wiatry zachodnie i północno-zachodnie, zimą południowo-wschodnie i zachodnie.
Krajobraz powiatu ełckiego jest typowy dla krajobrazu moreny czołowej. Wyróżniają go liczne zaokrąglone wyniosłości, zamknięte zagłębienia, około 90 większych i mniejszych jezior, niezdecydowana sieć hydrograficzna oraz zawiły układ poziomic. Najwyższe wzniesienie to Płowcza Góra (205 m n.p.m.) leżąca w okolicy Skomacka Wielkiego. Natomiast obszary położone najniżej to pobliża jezior, m.in.: Przepiórki, Białego, Krzywego, Stackiego, a także tereny ciągnące się wzdłuż biegu rzek: Ełku, Przepiórki, Małkiń. Obniżenie tych terenów sięga 120 m n.p.m.
Niemal cały powiat znajduje się w dorzeczu rzeki Ełk. Największym jej dopływem jest rzeka Lega, nosząca w swym środkowym odcinku nazwę Małkiń, a od Jeziora Rajgrodzkiego do ujścia płynie jako Jerzgnia. Lasy powiatu ełckiego, zajmujące 24,8 tys. ha, to na ogół pozostałości niegdysiejszej Puszczy Jaćwieskiej. Jej fragmentami są: na północy Puszcza Borecka, na wschodzie Puszcza Augustowska i Lasy Ełckie. W lasach powiatu przeważają drzewa iglaste, przede wszystkim świerk i sosna. Ponadto, w drzewostanie występują: lipa, dąb, wierzba, brzoza i olcha. Bogata jest też roślinność wodna: turzyce, skrzypy, manna, jaskry, ponadto: trzciny, sitowie, pałka wodna, a na jeszcze głębszych wodach: grzybienie i grążel żółty. Nie brak tu rezerwatów przyrody czy jej pomnikowych okazów podlegających ochronie. Przykładem jest rezerwat Ostoja Bobrów w Bartoszach – kompleks otoczony z trzech stron jeziorami, na którym występuje ponad 270 gatunków roślin, a także interesujące okazy miejscowej fauny.